# 半田市立図書館
半田市立図書館（はんだしりつとしょかん）は、愛知県半田市の公共図書館の総称。桐ヶ丘の半田地域文化広場にある半田市立図書館本館、亀崎町の半田市亀崎公民館と同一施設にある半田市立亀崎図書館の2館からなる。
1946年（昭和21年）11月11日に設立された。

## 歴史

### 前史

#### 町立図書館
1914年（大正3年）3月18日には大正天皇御即位記念事業として、予算535円で半田町立半田第一尋常高等小学校内に半田町立図書館が設置された。同年11月にはやはり大正天皇即位事業として、成岩町立成岩第一尋常高等小学校内に成岩町立大正図書館が設置された。どちらも小学校に敷設されたことから規模が小さく、教員が司書を兼任していたとされる。成岩町立大正図書館には館長、司書、書記が1人ずつ置かれていたが、いずれも名誉職だった。1919年（大正8年）には半田町立図書館が半田図書館に改称している。1926年（大正15年）には成岩町立大正図書館に児童文庫が設置された。
1929年（昭和4年）3月には亀崎町立亀崎小学校内に亀崎町立亀崎図書館が、亀崎町立乙川小学校内に亀崎町立乙川図書館が設置された。1937年（昭和12年）10月1日には半田町、成岩町、亀崎町の3町が合併して半田市となり、それぞれ半田市立半田図書館、半田市立成岩図書館、半田市立亀崎図書館、半田市立乙川図書館に改称された。1938年（昭和13年）の統計によると、半田市立半田図書館の蔵書数は10,772冊であり、予算は252円だった。半田市立成岩図書館の蔵書数は2,175冊であり、予算は115円だった。半田市立亀崎図書館の蔵書数は3,273冊、予算は134円だった。半田市立乙川図書館の蔵書数は1,096冊、予算は76円だった。
いずれの図書館も規模が小さく、利用者は学校関係者や青年団員など一部の住民に限られ、住民の大半はその存在を知らなかったものとされている。戦前にはこれらの図書館の統合を求める声もあったが実現はしていない。

#### 甲寅図書館
1914年（大正3年）2月には板山町の安養寺の住職である横井是旭によって、安養寺内に私設図書館として甲寅図書館が設置されている。甲寅図書館は篤志家からの寄付金やそれを基にした基金によって運営され、1930年（昭和5年）11月には運営面で優秀であるとして知多郡教育会の表彰を受けた。1932年（昭和7年）10月には愛知県知事の視察を受け、1934年（昭和9年）には文部省の表彰を受けた。文部省からは「其ノ館ノ経営宜シキヲ得逐年成績見ルベキモノアリ仍テ金一封ヲ交付シ茲ニ之ヲ選奨ス」と評されている。1935年（昭和10年）時点では2,735冊の蔵書を有していた。
1939年（昭和14年）以降は半田市から補助金を受けて運営されており、1952年（昭和27年）には国立国会図書館の館長である金森徳次郎も視察に訪れた。甲寅図書館は1975年（昭和50年）頃に活動を休止した。

#### 市役所分室時代（1946年 - 1972年）

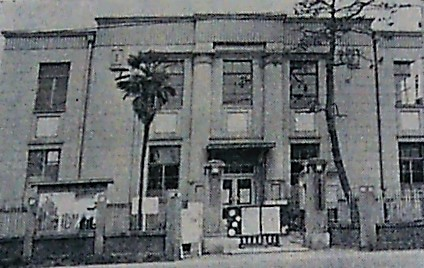
1946年の開館当時の半田市立図書館

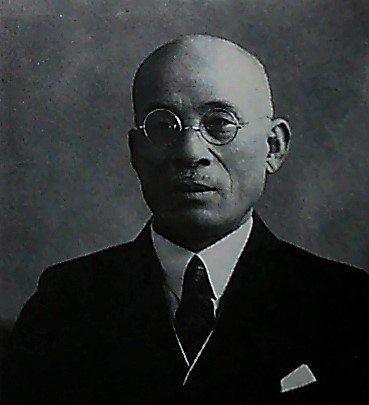
初代館長を務めた間瀬勘作

太平洋戦争後に生じた図書館教育を重視する風潮の中で、1946年（昭和21年）11月11日、半田市内にある4図書館が半田市立図書館として統合され、国鉄半田駅西側の北末広町6にあった半田市役所分室（旧・知多木綿組合事務所）に設置された。初代館長には愛知県からの辞令により間瀬勘作が就任している。職員は間瀬を含めて4-5人であり、うち半田市教育委員会事務局との兼任者が1人いた。近代的な鉄筋コンクリート造2階建の本館、木造平屋建の閉架書庫からなっていた。
1946年度の蔵書数は16,064冊であり、利用者数は約23,000人だった。開館時の閲覧料は1円であり、児童は50銭だった。1947年（昭和22年）9月1日には閲覧料を2円に値上げする一方で、児童は閲覧料を無料とした。1948年（昭和23年）3月9日には閲覧回数券（15枚つづり25円）を発行した。
1949年（昭和24年）1月には図書館外貸出を開始しており、この当時の年間貸出冊数は7,000冊強だった。1階には貸出受付カウンター、児童書開架、参考図書、一般書閉架があり、館外貸出ができる一般書はすべて閉架で職員が出納を行う仕組みとなっていた。2階は閲覧室であり、試験期間中は高校生などで満席の状態だった。この閲覧室では読書会や講演会なども開催されている。
1950年（昭和25年）4月30日に図書館法が交付されると、同年6月14日には図書館設置に関する条例を制定し、児童・生徒・学生の閲覧を無料とした。1951年（昭和26年）4月1日には館内閲覧料を完全に無料とし、5日以内なら館外閲覧も無料とした。館外貸出は1回1冊までであり、延滞金は1日あたり5円だった。1951年時点の利用者は男性が61,390人（70.5%）、女性が25,736人（29.5%）であり、職業別では学生が41,946人（48.1%）、無職が10,653人（12.2%）、児童が9,448人（10.9%）、会社員が8,905人（10.2%）などだった。1952年（昭和27年）には休館日を月曜日から水曜日に変更した。
1956年（昭和31年）5月には児童図書の館外貸出を開始し、5月22日には第1回女性読書会を開催している。同年11月10日には開館10周年を記念して、利用者による座談会を開催した。1957年（昭和32年）10月1日から3日には半田市制20周年を記念して、半田市文化人遺品展を開催した。1959年（昭和34年）5月4日には貸出期間が10日間に延ばされた。
開館当初の貸出方式は貸出簿に記入する記帳式だったが、やがて伝票に記入する伝票式に変更された。1951年度の蔵書数は23238冊、1956年度の蔵書数は29,246冊、1961年度の蔵書数は32,287冊、1966年度の蔵書数は41,250冊、1971年度の蔵書数は51,130冊と増えていった。図書館では映画会や講演会はもちろん読書会や紙芝居会も開催し、自転車による巡回文庫（移動図書館）も行った。館長は専任館長が置かれる場合と、教育委員会事務局の課長が館長を兼任する場合が交互に続いたが、1970年（昭和45年）からは常に専任館長が置かれている。
市役所分室は大正時代の建物であるためエアコンは設置されておらず、夏季は扇風機、冬季は石油ストーブで冷暖房を行っていた。また、蔵書数や利用者数の増加で市役所分室が手狭になったが、建物は半田市の所有物である者の土地は借地であることから、現在地での新築ではなく移転の方向性が出されたが、財政状況が芳しくなかったことから新館の建設は時期尚早とされた。

#### 名古屋地裁庁舎時代（1972年 - 1981年）
1972年（昭和47年）8月25日には榎下町47にあった旧名古屋地方裁判所半田支部庁舎に移転した。建物は木造モルタル瓦葺であり、床面積は1階が520.66m2、2階が396.69m2、計917.35m2だった。もっとも広い法廷が児童室となり、カーペットが敷かれたことで児童が寝転んで図書を読めるようになった。2階には一般書開架や参考図書が置かれ、一般貸出カウンターも2階に配置された。耐火壁に囲まれている書類保管庫が郷土資料室に充てられ、本館から独立している器具庫が書庫に充てられた。移転を機に貸出方式が伝票式から一括ブラウン方式に変更され、1978年（昭和53年）4月には一括ブラウン方式からブラウン方式に変更されている。1973年（昭和48年）時点の蔵書数は約54,000冊だった。

#### 火災とその後（1981年 - 1984年）
1981年（昭和56年）4月1日から10日までは10日間は蔵書点検などを行う特別整理期間として休館中だったが、4月9日夜には原因不明の火災が発生。本館は全焼し、一般書・児童書・参考図書の大半である約3万冊が焼失するか消火活動で濡れ濡れとなった。耐火壁の内側にあった郷土資料や、別館の器具庫にあった和装本・閉架書庫の図書などは被害を免れている。なお一般住宅への類焼はない。
火災後には区長会を中心とする献本運動が行われ、市民から多くの図書が寄贈された。5月11日には堀崎町2-11-1の旧愛知食糧事務所半田支所庁舎を仮設館として図書館業務を再開した。旧愛知食糧事務所の建物は木造2階建であり、開館当初は火災後に購入した児童書約6,000冊、一般書約9,000冊が配架された。1階に一般書・児童書・雑誌が置かれ、受付カウンターが配置された。2階に参考図書・新聞が置かれ、約10脚の閲覧机と事務室があった。一般開架書架は中古のスチール書架を用い、備品の購入は最小限にした。

#### 半田地域文化広場時代（1984年 - ）

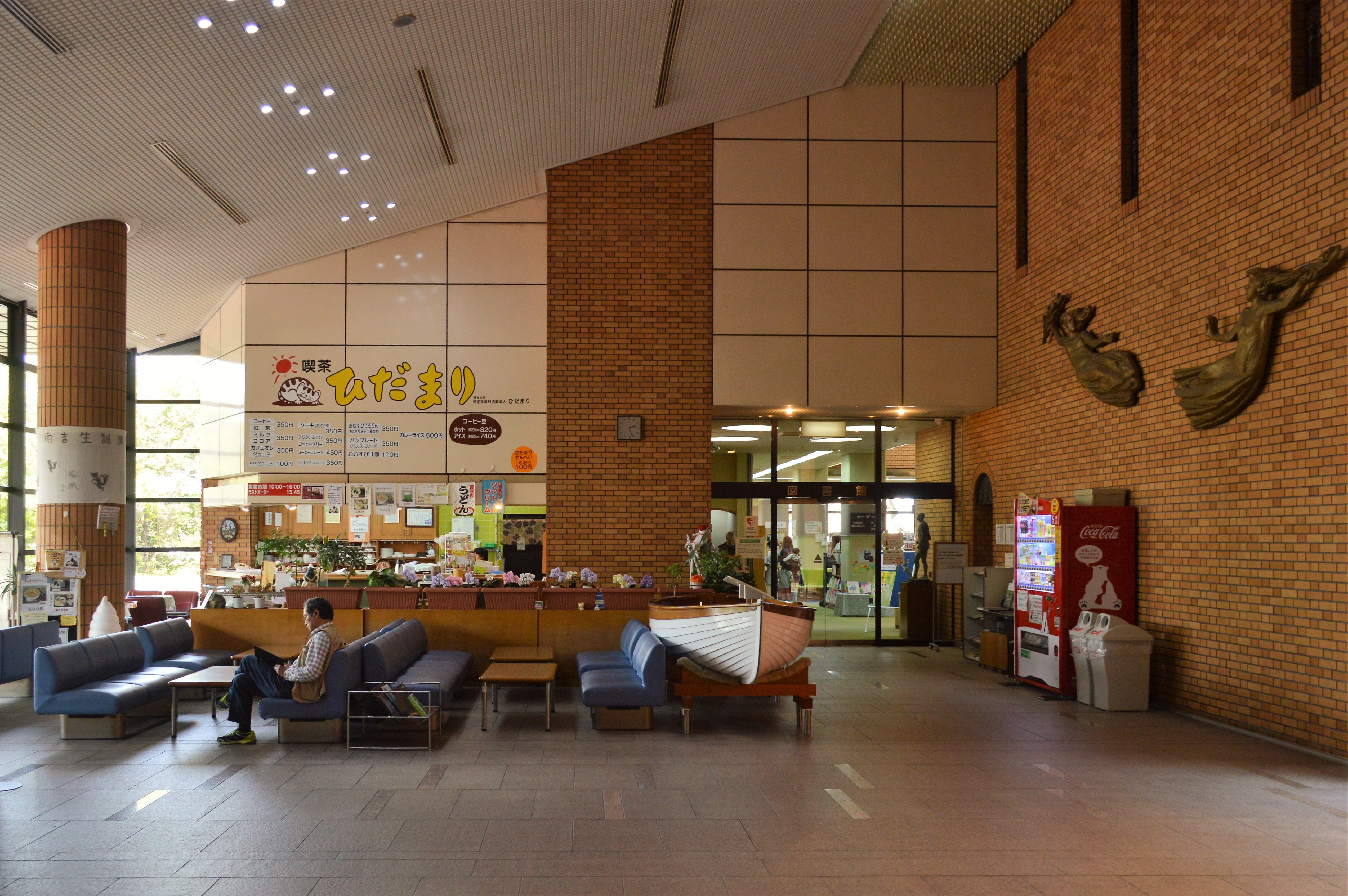
半田市立博物館と共用のロビー

1970年（昭和45年）頃から図書館協議会において新館建設の機運が徐々に高まり、また市民による署名や陳情などの活動が行われたことで、1978年（昭和53年）の半田市総合計画実施計画の中に図書館の建設が盛り込まれた。図書館協議員は日本国内の先進的な図書館の視察に出かけ、図書館職員は愛知県内の先進的な図書館の資料を収集した。旧半田市立半田病院跡地や半田消防署東側なども建設地の候補に挙げられたが、小高い丘に大きな木が植わっている任坊山（桐ヶ丘）が建設地に選定された。建設地の決定後には図書館建設準備委員会が設置され、先進的とされる福生市立図書館・日野市立図書館・昭島市民図書館（いずれも東京都）などを視察した。当初は図書館単独施設の建設を想定していたが、やがて美術館との併設案が出され、最終的には博物館との複合施設となった。1980年（昭和55年）6月に建設計画が発表され、建築設計競技を行って浦野設計を設計者に選定、1981年（昭和56年）6月に基本設計が決定した。
1982年（昭和57年）12月27日に着工して建設工事を行い、1984年（昭和59年）3月に建物が完成。7月には旧館から図書を運搬する作業を開始、10月1日には新館が開館した。敷地には半田地域文化広場という名称がつけられ、半田市立図書館、半田市立博物館、半田空の科学館、半田市体育館、半田市はなのき広場が一体的に整備されている。移転と同時にコンピュータを導入しており、バーコード式の貸出カードが導入された。なお、児童については1984年以前は読書ノートによる貸出を行っており、1984年以後はブラウン方式に改められた。移転を機に視聴覚資料の貸出を開始し、最大貸出冊数を2冊から3冊に増やしている。移転を控えた昭和50年代には蔵書数が大きく増加し、1984年の開館時の蔵書数は約10万冊、1987年（昭和62年）の蔵書数は約11万冊だった。1990年（平成2年）4月には祝日開館を開始するとともに、最大貸出冊数を3冊から5冊に増やしている。
1994年（平成6年）には利用者用検索電算機（OPAC）を導入した。1995年（平成7年）1月には最大貸出冊数を5冊から30冊に増やし、2月11日には複製絵画の貸出を開始した。2001年（平成13年）4月1日には「10時-18時」だった開館時間を、7月21日から8月31日は「10時-21時」に、それ以外の時期は「10時-19時」に変更した。2004年（平成16年）には7月21日から8月31日の開館時間を「10時-21時」から「9時-19時」に変更している。2003年（平成15年）4月には図書館ウェブサイトでの蔵書検索を開始し、2005年（平成17年）7月22日にはウェブサイトからの予約サービスを開始している。
2009年（平成21年）10月31日には国文学者の真銅正宏による講演会「流行作家風葉の小説作法」を開催した。2011年（平成23年）10月22日には国文学者の中丸宣明による講演会「明治30年代の小栗風葉 その新しさと古さについて」を開催した。2012年（平成24年）5月10日には半田市立成岩小学校をはじめとする小学校で学校巡回文庫サービスを開始し、司書によるブックトーク事業も行っている。2014年（平成26年）6月3日には図書館建設30周年キャラクターを制定しており、半田市出身の絵本作家である間瀬なおたかがデザインを担当している。2015年（平成27年）3月1日には公式twitterアカウントを開設。同年10月31日には国文学者である塩村耕による講演会「古書の王国愛知県」が開催された。2016年（平成28年）4月1日には雑誌スポンサー制度を開始した。

## 各館

### 本館
1946年（昭和21年）11月11日、半田市役所分室（旧・知多織物会館）に半田市立図書館が開館した。1972年（昭和47年）8月25日に旧名古屋地方裁判所半田支部庁舎に移転し、原因不明の火災後の1981年（昭和56年）5月11日には旧愛知食糧事務所半田支所庁舎に移転した。1984年（昭和59年）10月1日に現在地の半田地域文化広場に移転した。
所在地は半田市桐ヶ丘4-209-1、構造は鉄筋コンクリート造2階建であり、建物の延床面積は5,151.487m2、図書館部分の床面積は1,749.069m2である。
1階に開架室や閉架書庫などがあり、2階に視聴覚資料室、視覚障がい者サービス対面朗読室、閲覧室、会議室、視聴覚室などがある。2014年度末の蔵書数は425,049点、2014年度の貸出数の798,856点、2014年度の来館者数は266,586人だった。
名鉄河和線 成岩駅下車、徒歩約20分。もしくは、名鉄知多半田駅、成岩駅、青山駅から半田市公共交通バスを利用し、「半田図書館・博物館」バス停下車すぐ。

#### 本館のギャラリー

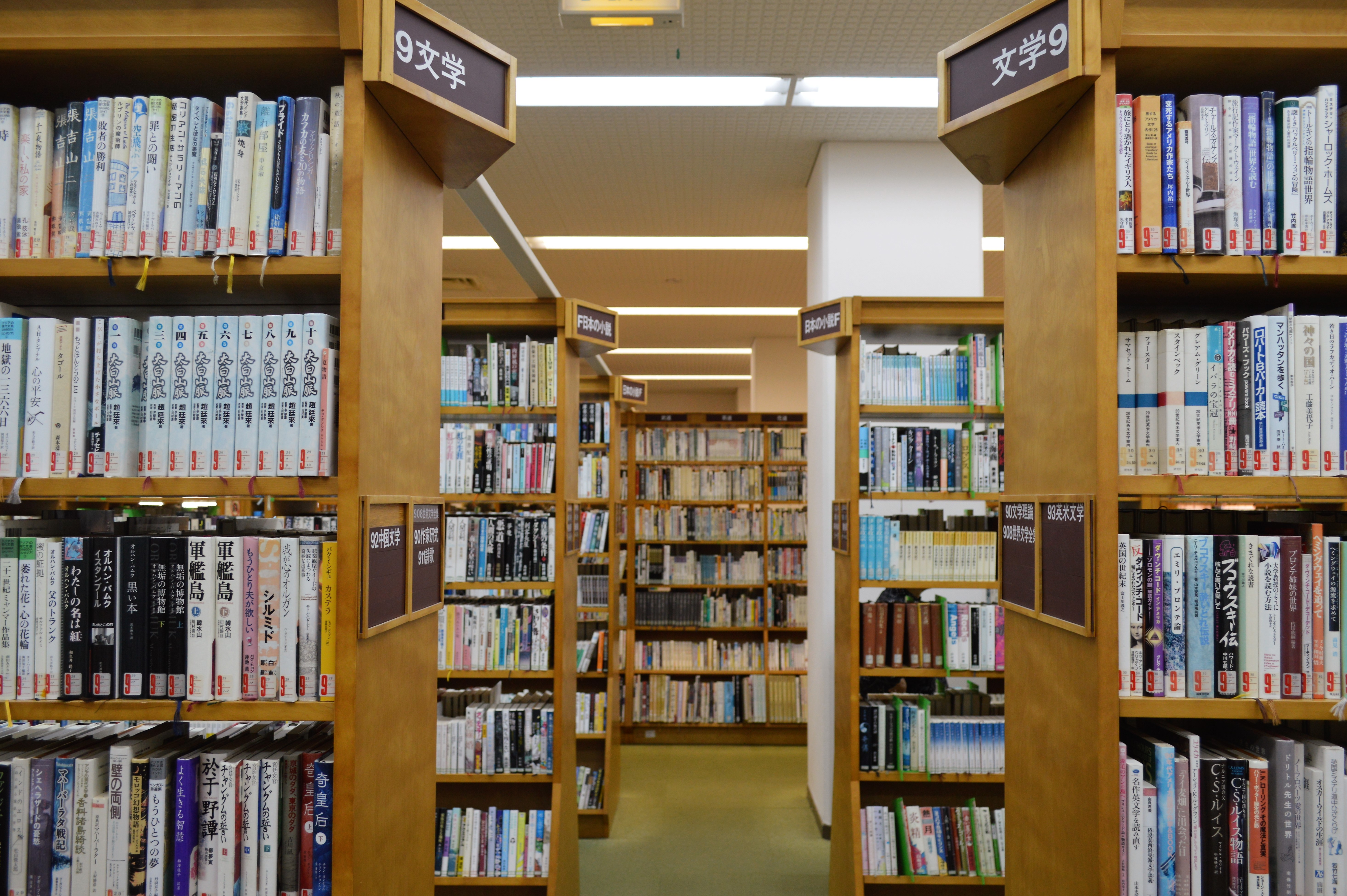
一般書の書架
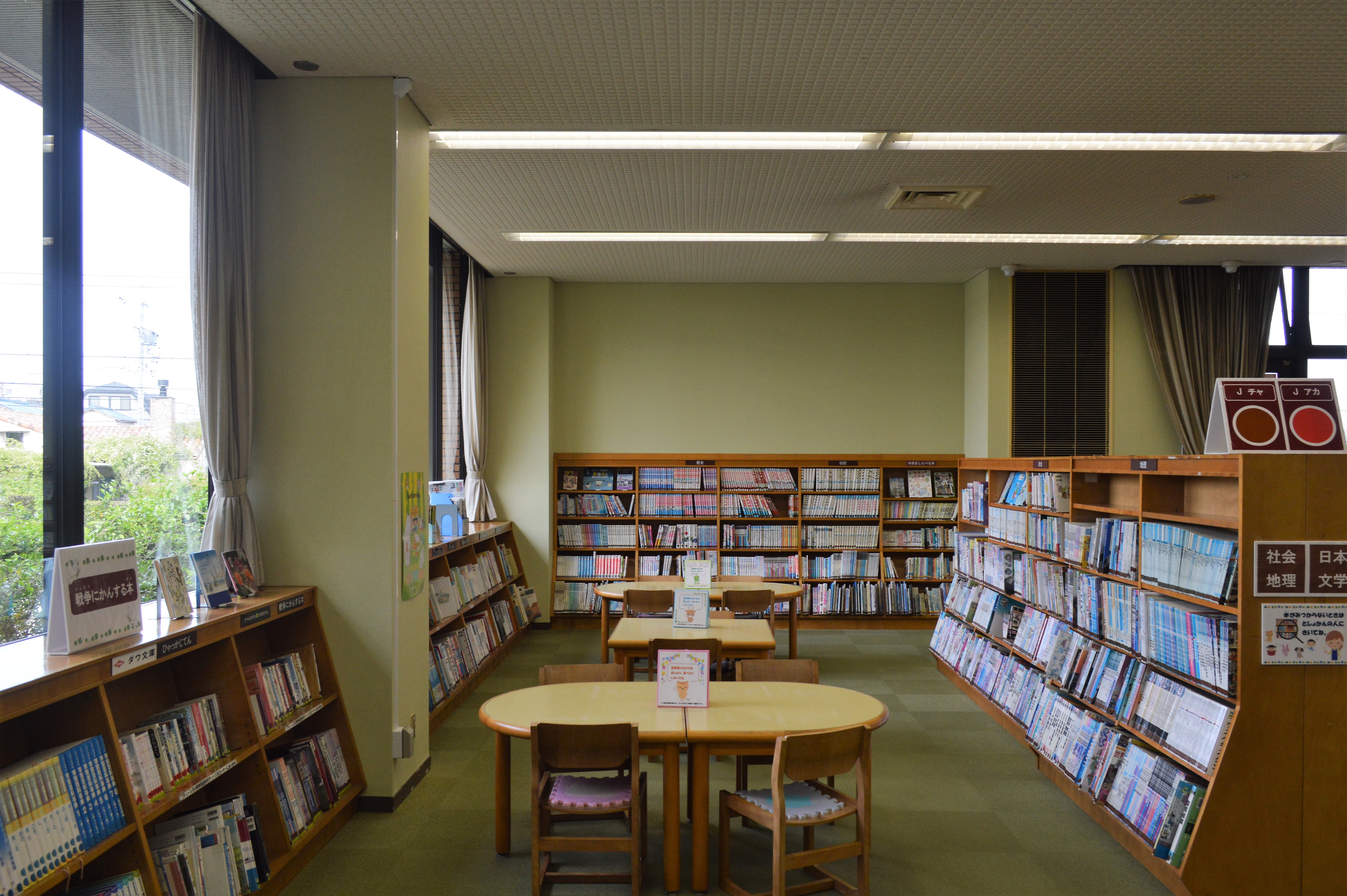
児童書の書架
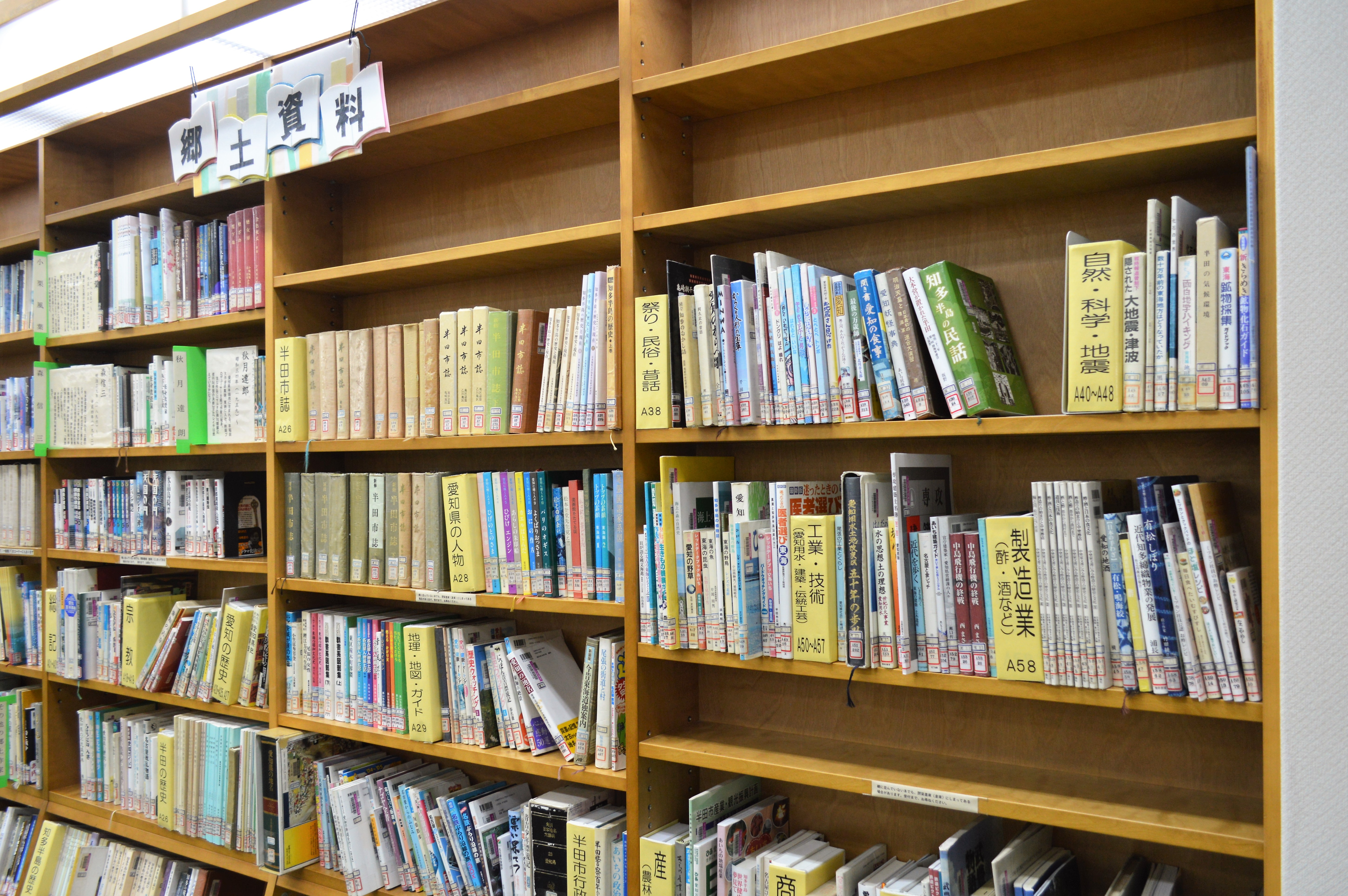
地域資料コーナー

### 亀崎図書館
半田市は手狭で老朽化の進んだ亀崎公民館を新築する際に図書館の併設を計画。1990年度（平成2年度）には市域の最北に位置する亀崎地区に図書館を建設する予算が計上された。1990年6月23日には亀崎公民館と図書館分館の複合施設の建設に着工し、1991年（平成3年）2月17日に竣工した。建設費は約3億円。1991年3月27日には一足先に亀崎公民館が開館し、4月2日には半田市立亀崎図書館が開館した。開館時の蔵書数は一般書が12,665冊、児童書が8,562冊などだった。開館日の4月2日には1,315人が入館し、757冊が貸出されている。
所在地は半田市亀崎町7-96-1、構造は鉄筋コンクリート造2階建である。敷地面積は2,142m、建物全体の延床面積は1,384.57m2、図書館部分の床面積は291.45m2である。
2016年度末の蔵書数は65,522点、2016年度の貸出数は260,480点、2016年度の来館者数は109,510人だった。
JR武豊線亀崎駅から徒歩約10分。もしくは、亀崎駅から半田市公共交通バスに乗車し「亀崎図書館・公民館」下車（ただし左回りのみの循環系統で遠回りするため所要時間は約50分）。

#### 亀崎図書館のギャラリー

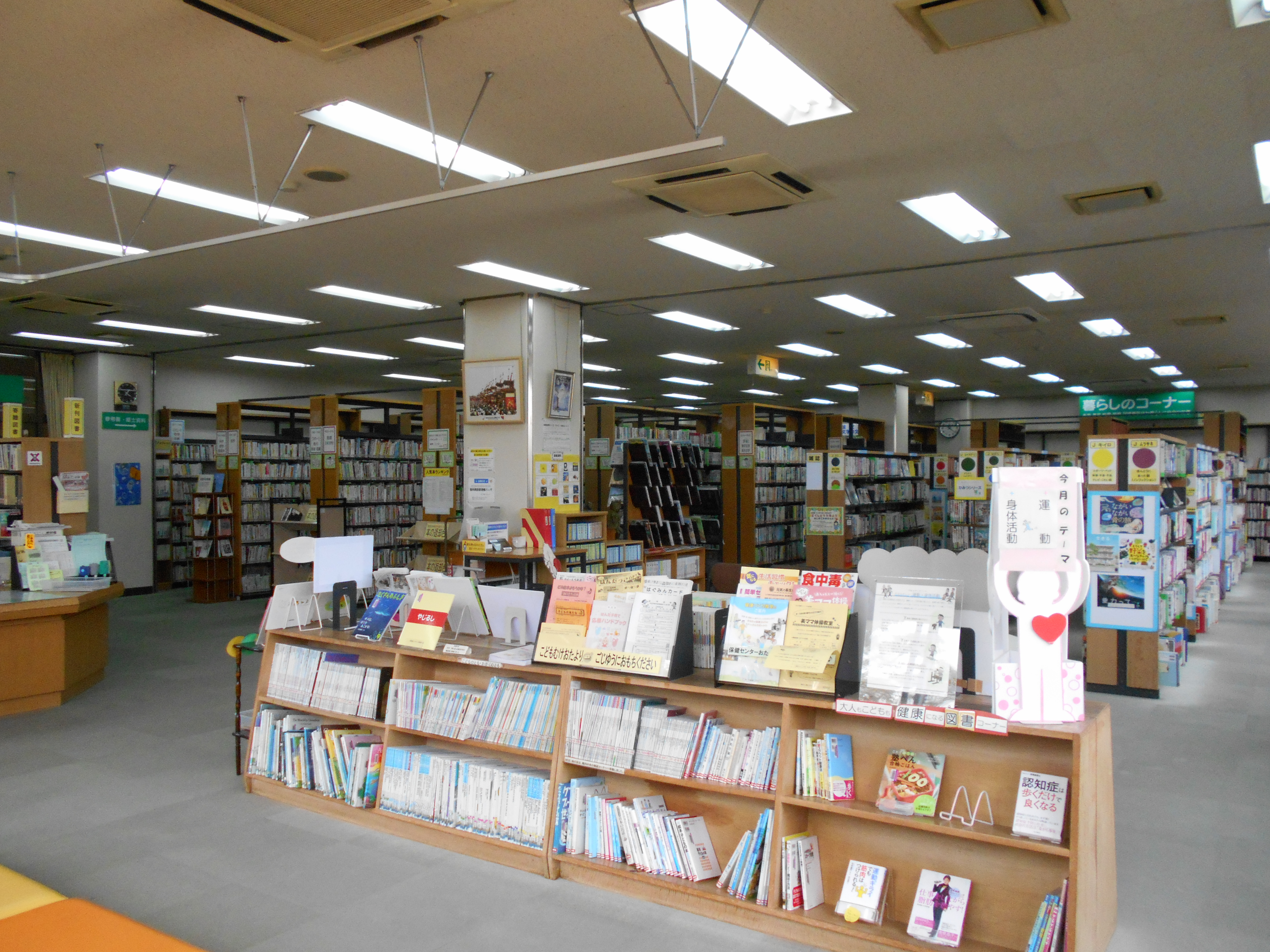
館内
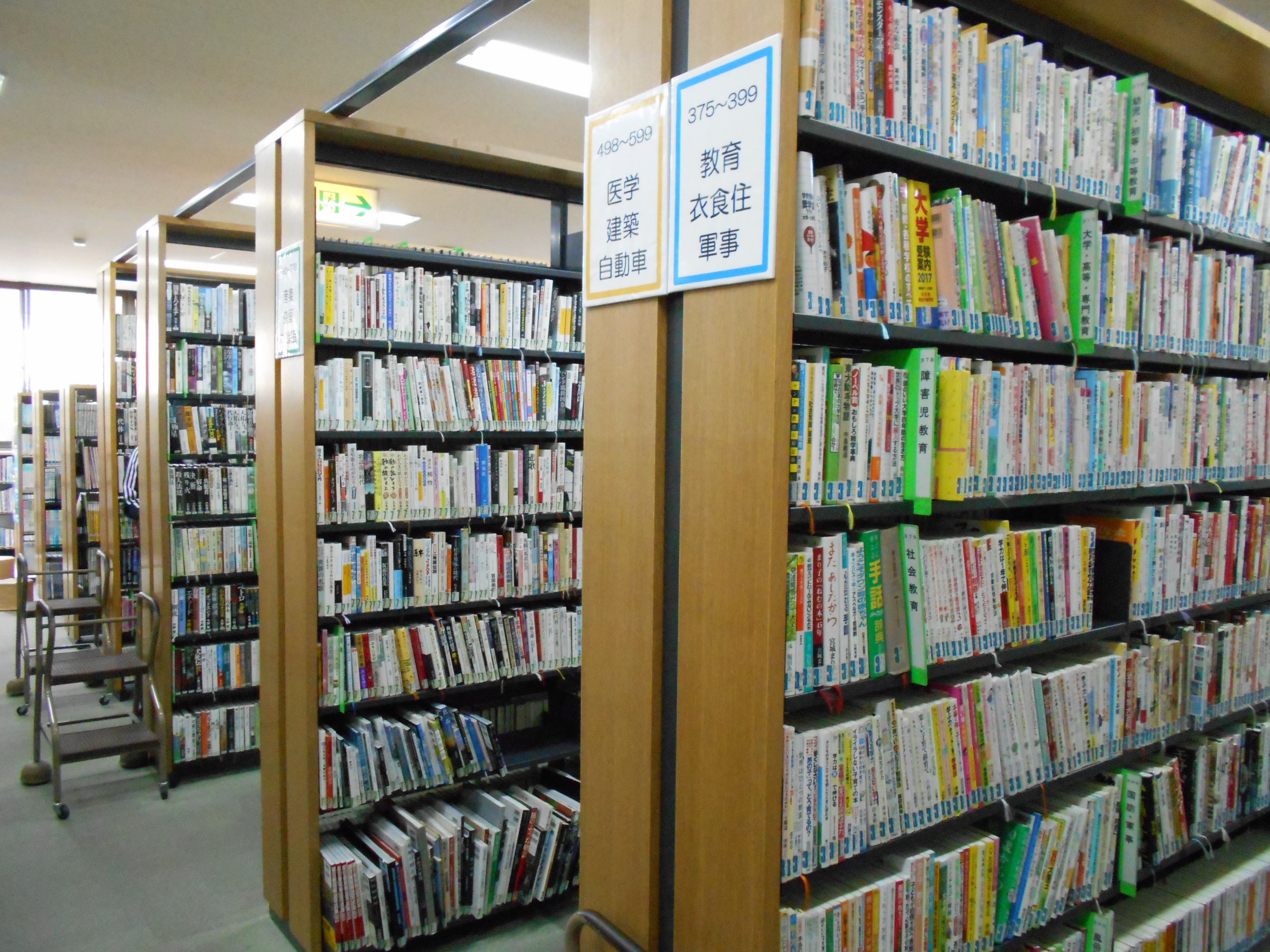
一般書の書架
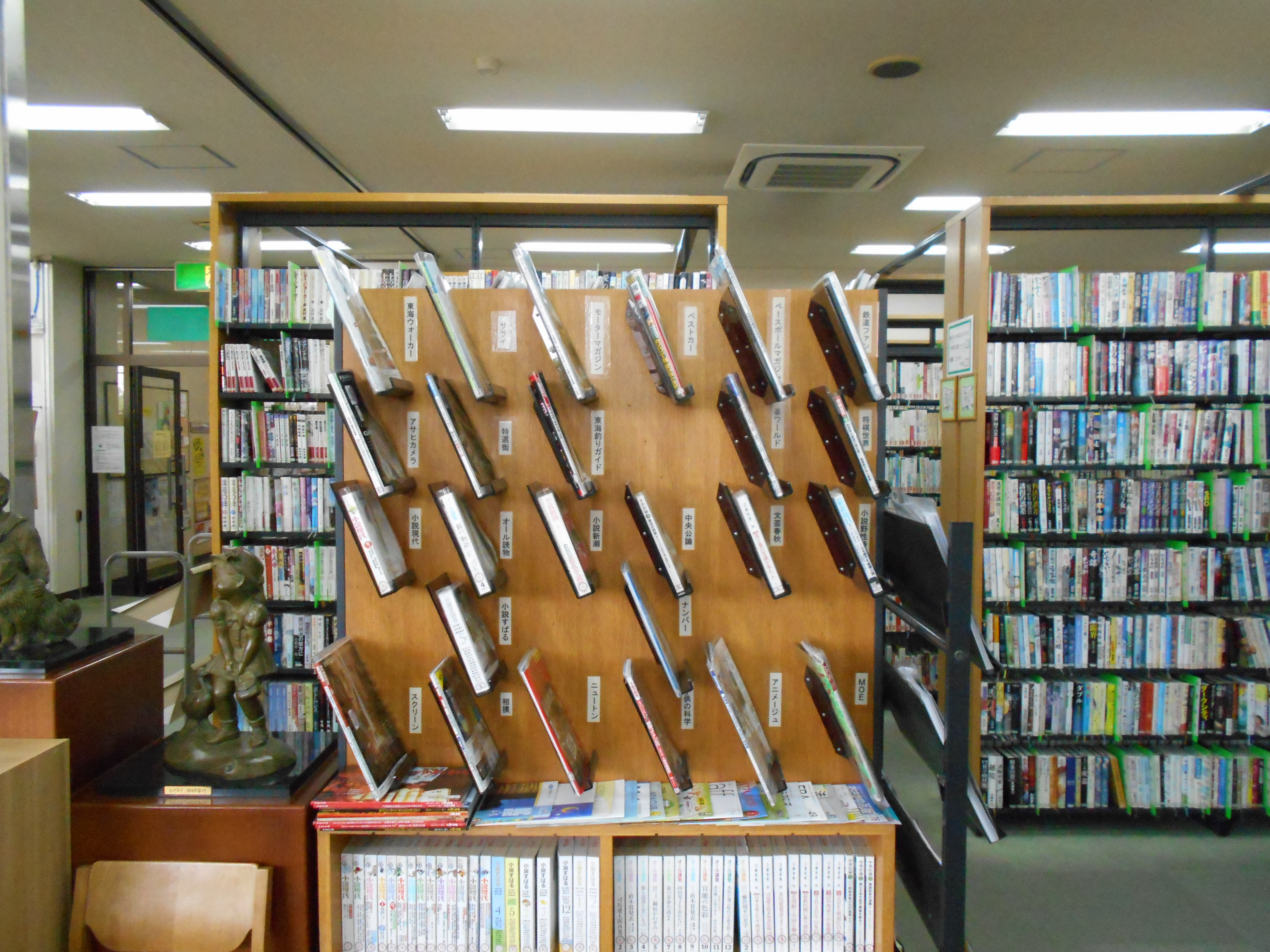
雑誌の書架
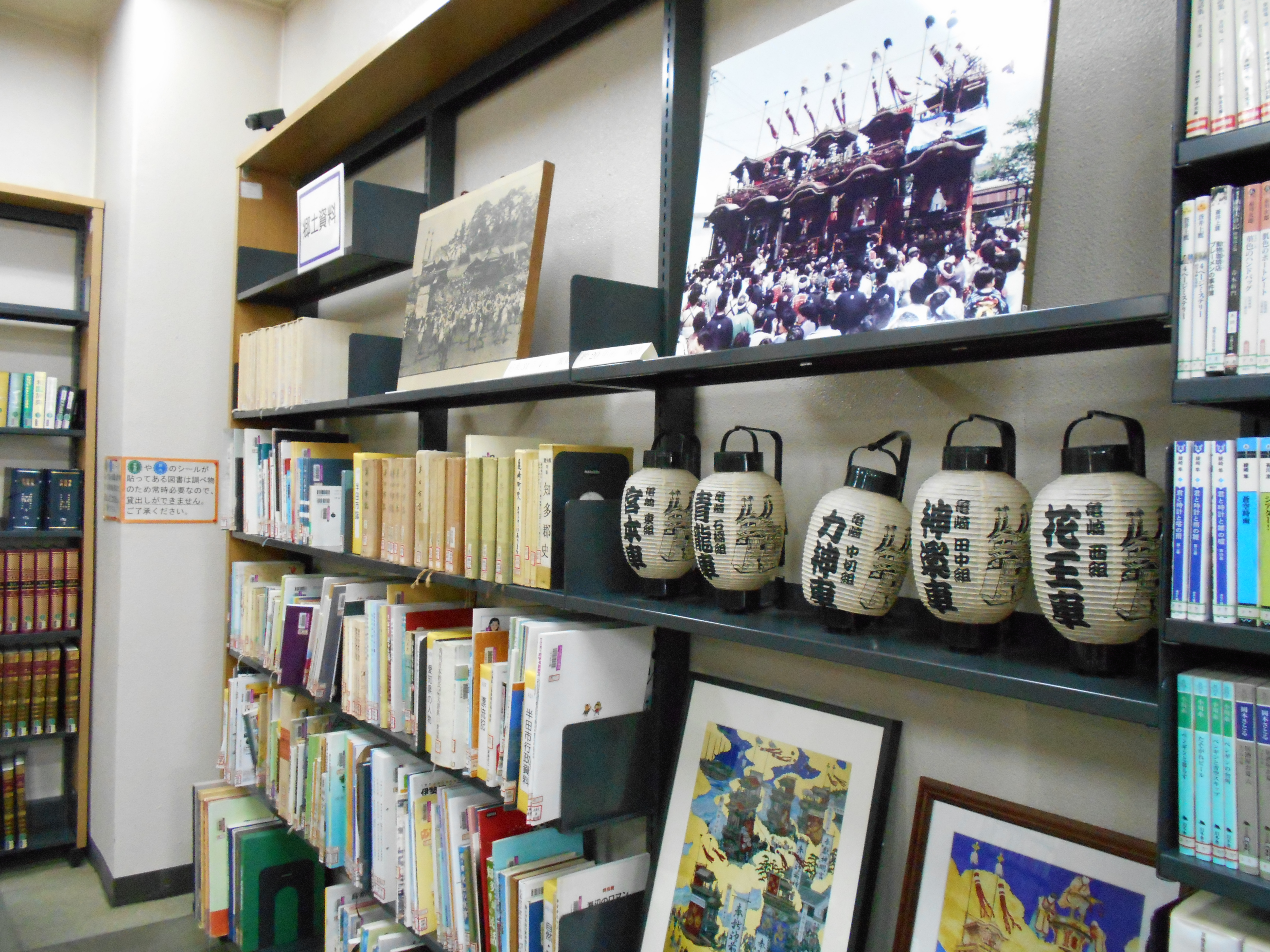
地域資料コーナー

## 利用案内
| 半田市立図書館の利用案内 | 半田市立図書館の利用案内                                     | 半田市立図書館の利用案内                                     |
|                          | 本館                                                         | 分館                                                         |
| ------------------------ | ------------------------------------------------------------ | ------------------------------------------------------------ |
| 開館時間                 | 10時から19時 （7月21日から8月31日は9時から19時）             | 10時から18時                                                 |
| 休館日                   | 月曜日、第2火曜日、年末年始、館内整理日                      | 月曜日、第2火曜日、年末年始、館内整理日                      |
| 貸出点数                 | 30点まで（うち視聴覚資料は5点まで、複製絵画は1点まで）       | 30点まで（うち視聴覚資料は5点まで、複製絵画は1点まで）       |
| 貸出期間                 | 図書資料15日以内、視聴覚資料8日以内、複製絵画30日以内        | 図書資料15日以内、視聴覚資料8日以内、複製絵画30日以内        |
| 貸出対象者               | 半田市在住であるかを問わず、登録申請すれば誰でも館外貸出可能 | 半田市在住であるかを問わず、登録申請すれば誰でも館外貸出可能 |

図書資料、視聴覚資料、複製絵画の館外貸出を行っている。遠隔地の住民の利便を図るために、半田市有脇公民館、半田市乙川公民館、半田市岩滑公民館、半田市神戸公民館の4公民館、板山ふれあいセンター、子育て支援センターはんだっ子の計6か所に貸出文庫を設置している。2016年度（平成28年度）の貸出文庫の配本数は、有脇公民館が1,294冊、乙川公民館が2,382冊、岩滑公民館が2,649冊、神戸公民館が1,653冊、板山ふれあいセンターが656冊、子育て支援センターはんだっ子が412冊だった。
開館時間外や休館日には図書資料に限ってブックポスト（返却ポスト）に返却することができる。半田市役所、名鉄河和線知多半田駅前のクラシティ半田3階、乙川公民館、有脇公民館、岩滑公民館、板山公民館、神戸公民館にブックポストが設置されている。

## 利用状況
2016年度（平成28年度）末の蔵書数は490,951点、2016年度（平成28年度）の貸出数は1,059,336点だった。2016年度末の半田市の人口は118,960人であるため、住民1人あたりの貸出数は8.90冊である。